# Maria del Carme Gelonch i Tutusaus
Maria del Carme Gelonch i Tutusaus (1922 - 24 d'octubre del 2005) va ser missionera dominica amb el nom de professió Maria de Sant Joan.
El 1944 va entrar a l'orde de les Dominiques de la Presentació. Va ser missionera a Burkina Faso, on es dedicava a la "pedagogia, a l'assistència social i a la formació moral i cívica dels habitants de les zones més desassistides" (1984, decret d'atorgament de la Creu de Sant Jordi) i a Costa d'Ivori (fins al 2003).
La Generalitat de Catalunya li atorgà la Creu de Sant Jordi l'any 1984.